# باسکپه
باسکپه (به ایتالیایی: Bascapè) یک کومونه در ایتالیا است که در استان پاویا واقع شده‌است.

## خصوصیات
باسکپه ۱۳٫۱ کیلومترمربع مساحت و ۱٬۶۳۰ نفر جمعیت دارد.